# Polygala velutina
Polygala velutina är en jungfrulinsväxtart som beskrevs av Presl. Polygala velutina ingår i släktet jungfrulinssläktet, och familjen jungfrulinsväxter. Inga underarter finns listade i Catalogue of Life.